# Rocky Point (Südgeorgien)
Der Rocky Point (englisch für Felsige Landspitze) ist eine Landspitze an der Nordküste Südgeorgiens. Sie liegt auf der Westseite der Einfahrt von der Cumberland West Bay in die Maiviken.
Wissenschaftler der britischen Discovery Investigations kartierten sie 1929 und benannten sie deskriptiv.